# Pilea christii
Pilea christii är en nässelväxtart som beskrevs av Ignatz Urban. Pilea christii ingår i släktet pileor, och familjen nässelväxter. Inga underarter finns listade i Catalogue of Life.